# Kepler-47
Kepler-47 – gwiazda podwójna w gwiazdozbiorze Łabędzia. Według pomiarów sondy Gaia z 2018 roku znajduje się w odległości ok. 3400 lat świetlnych od Słońca. Jest to gwiazda zmienna zaćmieniowa, która ma układ planetarny, składający się z trzech znanych planet pozasłonecznych, odkrytych przez Kosmiczny Teleskop Keplera.

## Charakterystyka
Układ podwójny gwiazd tworzą gwiazda podobna do Słońca, Kepler-47 A i słabszy od niej czerwony karzeł Kepler-47 B. Kepler-47 A ma masę równą masie Słońca (z dokładnością do niepewności) i nieznacznie mniejszy promień (96% promienia Słońca), temperaturę ok. 5640 K i jasność równą 84% jasności Słońca. Kepler-47 B to mniejsza gwiazda, ma 36% masy Słońca i 35% jego promienia; jego temperatura jest znacznie niższa, równa ok. 3360 K, a jasność to tylko ok. 1,4% jasności Słońca.
Gwiazdy krążą po ciasnych orbitach wokół wspólnego środka masy, okrążając go w czasie ok. 7,5 doby. Średnia odległość między gwiazdami to 0,0836 au (12,5 mln km).

## Układ planetarny

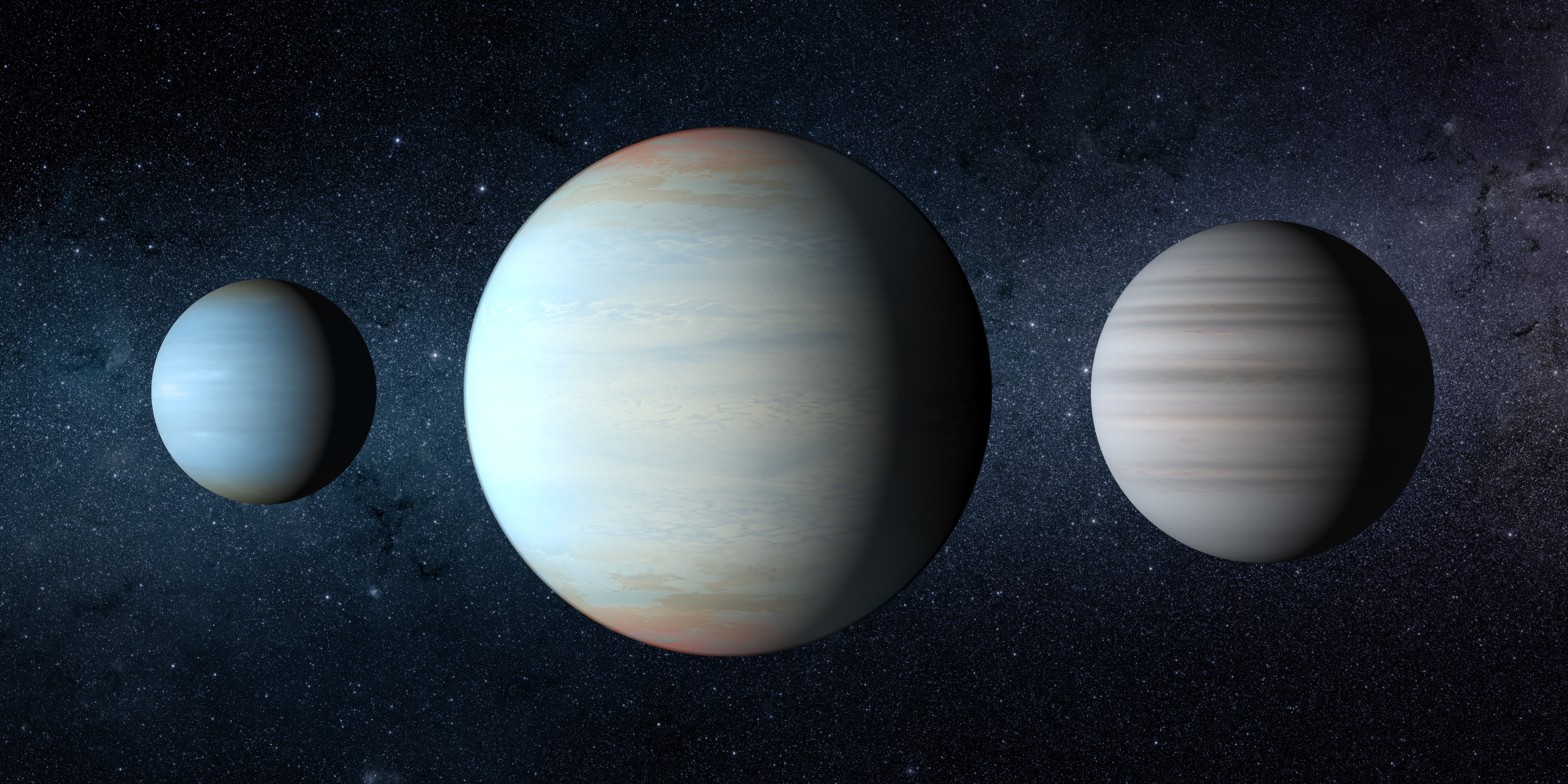
Artystyczne wyobrażenie trzech planet układu

Planety w tym układzie są planetami okołopodwójnymi (planetami typu P), czyli orbitują wokół obu gwiazd układu.
Pierwsza z planet, Kepler-47b o promieniu około 3 razy większym od promienia Ziemi, obiega układ centralny gwiazd w czasie krótszym niż 50 dni. Druga, Kepler-47c jest gazowym olbrzymem nieco większym od Neptuna, obiega swoje gwiazdy w okresie 303 dni. Krąży w obrębie ekosfery układu i może być pokryta gęstymi chmurami wodnymi.
Obydwie planety zostały odkryte metodą tranzytową. Obserwacje tranzytów planet w układach wielokrotnych są trudniejsze niż w przypadku jednej gwiazdy centralnej, ze względu na zmieniające się położenia gwiazd, z czego wynikają zmienne czasy przejść planet na tle tarczy lub tarcz gwiazd.
W 2019 roku odkryta została trzecia planeta, Kepler-47d. Jest ona większa od dwóch wcześniej znanych, co było zaskoczeniem dla odkrywców. Ze względu na zmiany płaszczyzn orbit planet układu, wywołane grawitacją obu gwiazd, tranzyty tej planety były początkowo słabiej widoczne, a z czasem stały się głębsze i łatwiejsze do wykrycia.
| Towarzysz | Masa [M🜨] | Promień [RJ]       | Okres orbitalny [d] | Półoś wielka [au] | Nachylenie [°] | Ekscentryczność    |
| b         | –         | 0,270 ± 0,011      | 49,514 ± 0,04       | 0,2956 ± 0,0047   | 89,59 ± 0,50   | <0,035             |
| d         | 19 +24−12 | 0,628 +0,059−0,044 | 187,35 ± 0,15       | 0,6992 ± 0,0033   | 90             | 0,024 +0,024−0,017 |
| c         | –         | 0,410 ± 0,018      | 303,148 ± 0,072     | 0,989 ± 0,016     | 89,826 ± 0,010 | <0,411             |